# Futbol'nyj Klub Rubin Kazan' 2015-2016
Questa voce raccoglie le informazioni riguardanti il Futbol'nyj Klub Rubin Kazan' nelle competizioni ufficiali della stagione 2015-2016.

## Stagione
Nella stagione 2015-2016 il FK Rubin Kazan' ha disputato la Prem'er-Liga, massima serie del campionato russo di calcio, terminando il torneo al decimo posto con 33 punti conquistati in 30 giornate, frutto di 9 vittorie, 6 pareggi e 15 sconfitte. Nella Coppa di Russia è sceso in campo a partire dai sedicesimi finale, venendo subito eliminato dallo SKA-Ėnergija. In UEFA Europa League è sceso in campo a partire dal terzo turno preliminare: dopo aver eliminato gli austriaci dello Sturm Graz, ha affrontato e sconfitto i macedoni del Rabotnički nei play-off, guadagnando l'accesso alla fase a gironi. Sorteggiato nel gruppo B assieme a Liverpool, Sion e Bordeaux, ha concluso al terzo posto, venendo così eliminato dalla competizione.

## Rosa
| N. |                        | Ruolo | Calciatore            |
| -- | ---------------------- | ----- | --------------------- |
| 1  | Russia (bandiera)      | P     | Sergej Ryžikov        |
| 2  | Russia (bandiera)      | D     | Oleg Kuz'min          |
| 3  | Russia (bandiera)      | D     | Ėl'mir Nabiullin      |
| 4  | Uruguay (bandiera)     | D     | Mauricio Lemos        |
| 5  | Georgia (bandiera)     | D     | Solomon Kvirkvelia    |
| 7  | Russia (bandiera)      | A     | Igor' Portnjagin      |
| 8  | Russia (bandiera)      | C     | Maksim Batov          |
| 9  | Russia (bandiera)      | A     | Ramil Şeydayev        |
| 10 | Brasile (bandiera)     | C     | Carlos Eduardo        |
| 11 | Ucraina (bandiera)     | A     | Marko Dević           |
| 13 | Iran (bandiera)        | P     | Alireza Haghighi      |
| 13 | Svezia (bandiera)      | D     | Emil Bergström        |
| 14 | Russia (bandiera)      | C     | Dinijar Biljaletdinov |
| 15 | Bielorussia (bandiera) | C     | Sjarhej Kisljak       |
| 20 | Croazia (bandiera)     | C     | Mijo Caktaš           |
| 21 | Uruguay (bandiera)     | A     | Guillermo Cotugno     |

| N. |                     | Ruolo | Calciatore         |
| -- | ------------------- | ----- | ------------------ |
| 22 | Russia (bandiera)   | A     | Vladimir Djadjun   |
| 27 | Russia (bandiera)   | C     | Magomed Ozdoev     |
| 29 | Russia (bandiera)   | C     | Šota Bibilov       |
| 30 | Russia (bandiera)   | C     | Vladimir Sobolev   |
| 31 | Russia (bandiera)   | C     | Denis Tkačuk       |
| 49 | Russia (bandiera)   | D     | Vitalij Ustinov    |
| 61 | Turchia (bandiera)  | C     | Gökdeniz Karadeniz |
| 63 | Russia (bandiera)   | C     | Ališer Džalilov    |
| 77 | Bulgaria (bandiera) | C     | Blagoj Georgiev    |
| 79 | Ucraina (bandiera)  | D     | Andrij Pyljavs'kyj |
| 85 | Russia (bandiera)   | C     | Ilyzat Ahmetov     |
| 88 | Russia (bandiera)   | C     | Ruslan Kambolov    |
| 91 | Russia (bandiera)   | P     | Jurij Nesterenko   |
| 93 | Russia (bandiera)   | C     | Al'bert Šaripov    |
| 99 | Russia (bandiera)   | A     | Maksim Kanunnikov  |

## Risultati

### UEFA Europa League

#### Terzo turno preliminare
| Arbitro: | Daniel Stefański |

|                           |           |                                                    |
| Avdijaj 21’ Piesinger 56’ | Marcatori | 14’ Kanunnikov 25’ (rig.) Karadeniz 61’ Portnjagin |

| Arbitro: | Liran Liany |

|             |           |           |
| Kuz'min 85’ | Marcatori | 68’ Tadić |

#### Play-off
| Arbitro: | István Vad |

|               |           |               |
| Ristevski 85’ | Marcatori | 68’ Karadeniz |

| Arbitro: | Hüseyin Göçek |

|                    |           |  |
| Carlos Eduardo 35’ | Marcatori |  |

#### Fase a gironi
| Arbitro: | Andreas Ekberg |

|                 |           |                |
| Konaté 11’, 82’ | Marcatori | 65’ Kanunnikov |

| Kazan' 1º ottobre 2015, ore 21:05 CEST Seconda giornata | Rubin             | 0 – 0 referto | Bordeaux | Stadio Centrale di Kazan'\| Arbitro: \| Gediminas Mažeika \| |
| Arbitro:                                                | Gediminas Mažeika |               |          |                                                              |

| Arbitro: | Robert Schörgenhofer |

|         |           |           |
| Can 37’ | Marcatori | 15’ Dević |

| Arbitro: | Kevin Blom |

|  |           |         |
|  | Marcatori | 52’ Ibe |

| Arbitro: | Halis Özkahya |

|                        |           |  |
| Georgiev 72’ Dević 90’ | Marcatori |  |

| Arbitro: | John Beaton |

|                       |           |                            |
| Laborde 57’ Rolán 63’ | Marcatori | 31’ Kanunnikov 76’ Ustinov |

## Statistiche

### Statistiche di squadra
| Competizione       | Punti | In casa | In casa | In casa | In casa | In casa | In casa | In trasferta | In trasferta | In trasferta | In trasferta | In trasferta | In trasferta | Totale | Totale | Totale | Totale | Totale | Totale | DR |
| Competizione       | Punti | G       | V       | N       | P       | Gf      | Gs      | G            | V            | N            | P            | Gf           | Gs           | G      | V      | N      | P      | Gf     | Gs     | DR |
| ------------------ | ----- | ------- | ------- | ------- | ------- | ------- | ------- | ------------ | ------------ | ------------ | ------------ | ------------ | ------------ | ------ | ------ | ------ | ------ | ------ | ------ | -- |
| Prem'er-Liga       | 33    | 15      | 5       | 3       | 7       | 20      | 21      | 15           | 4            | 3            | 8            | 13           | 18           | 30     | 9      | 6      | 15     | 33     | 39     | -6 |
| Kubok Rossii       | -     | -       | -       | -       | -       | -       | -       | 1            | 0            | 0            | 1            | 0            | 2            | 1      | 0      | 0      | 1      | 0      | 2      | -2 |
| UEFA Europa League | -     | 5       | 2       | 2       | 1       | 4       | 2       | 5            | 1            | 3            | 1            | 8            | 8            | 10     | 3      | 5      | 2      | 12     | 10     | +2 |
| Totale             | -     | 20      | 7       | 5       | 8       | 24      | 23      | 21           | 5            | 6            | 10           | 21           | 28           | 41     | 12     | 11     | 18     | 45     | 51     | -6 |